# Богучарський повіт
Богучарський повіт — історична адміністративно-територіальна одиниця в складі Воронезького намісництво й Воронезької губернії, що існувала у 1779–1928 роках. Повітове місто — Богучар.

## Географічне положення
Повіт розташовувався в історичній області Слобідська Україна, у південній частині Воронезької губернії, межував на заході з Харківської губернією, на півдні — Областю Війська Донського.
Площа повіту в 1897 році становила 8 498,5 верст² (9 671 км²), 1926 року — 8 685 км². За площею був найбільшим повітом губернії.

## Населення
За даними перепису 1897 року в повіті мешкало 309 965 осіб (154 613 чоловіків та 155 352 — жінки). За національним складом: українці — 81,8%, росіяни — 17,8%. У повітовому місті Богучар мешкало 6636 осіб.
За підсумками всесоюзного перепису населення 1926 року населення повіту склало 328 498 осіб, з них міське — 7958 осіб.

## Історія
Повіт утворено 1779 року у складі Воронезького намісництва. 1796 року намісництво перетворено на Воронезьку губернію.
За Законом «Про адміністративно-територіальний поділ України», що був ухвалений Українською Центральною Радою 6 березня 1918 року повіт мав увійти до землі Подоння.
Закон скасовано 29 квітня 1918 року гетьманом України Павлом Скоропадським, що повернув старий губернський поділ часів Російської імперії.
1928 губернія остаточно скасована, територія повіту увійшла переважно до складу Богучарського району Розсошанського округу Центрально-Чорноземної області.

## Адміністративний поділ
На 1913 рік повіт поділявся на 32 волості:
| - Березняговська, - Березовська, - Бичковська, - Вороб'ївська, - Дяченковська, - Зайцевська, - Залиманська, - Калачевська, | - Константиновська, - Красноженовська, - Куликовська, - Манінська, - Марковська, - Михайловська, - Монастирищська, - Нікольська, | - Ново-Бєлянська, - Ново-Кріушанська, - Новотроїцько-Кріушанська, - Ново-Міловатська, - Петропавловська, - Пісаревська, - Подгоренська, - Руднянська, | - Смаглєєвська, - Старо-Кріушанська, - Старо-Міловатська, - Таловська, - Твердохлєбовська, - Ширяєвська, - Шуриновська, - Ясеновська. |